# ГЕС Омкарешвар
ГЕС Омкарешвар — гідроелектростанція на заході Індії у штаті Мадх'я-Прадеш. Знаходячись між ГЕС Індірасагар (вище по течії) та ГЕС Махешвар, входить до складу каскаду на річці Нармада, яка тече у широтному напрямку між горами Віндх'я на півночі і Сатпура на півдні та впадає в Камбейську затоку Аравійського моря (можливо відзначити, що в сукупності регіон Віндх'я/Нармада/Сатпура відділяє Індо-Гангську рівнину від плоскогір'я Декану).

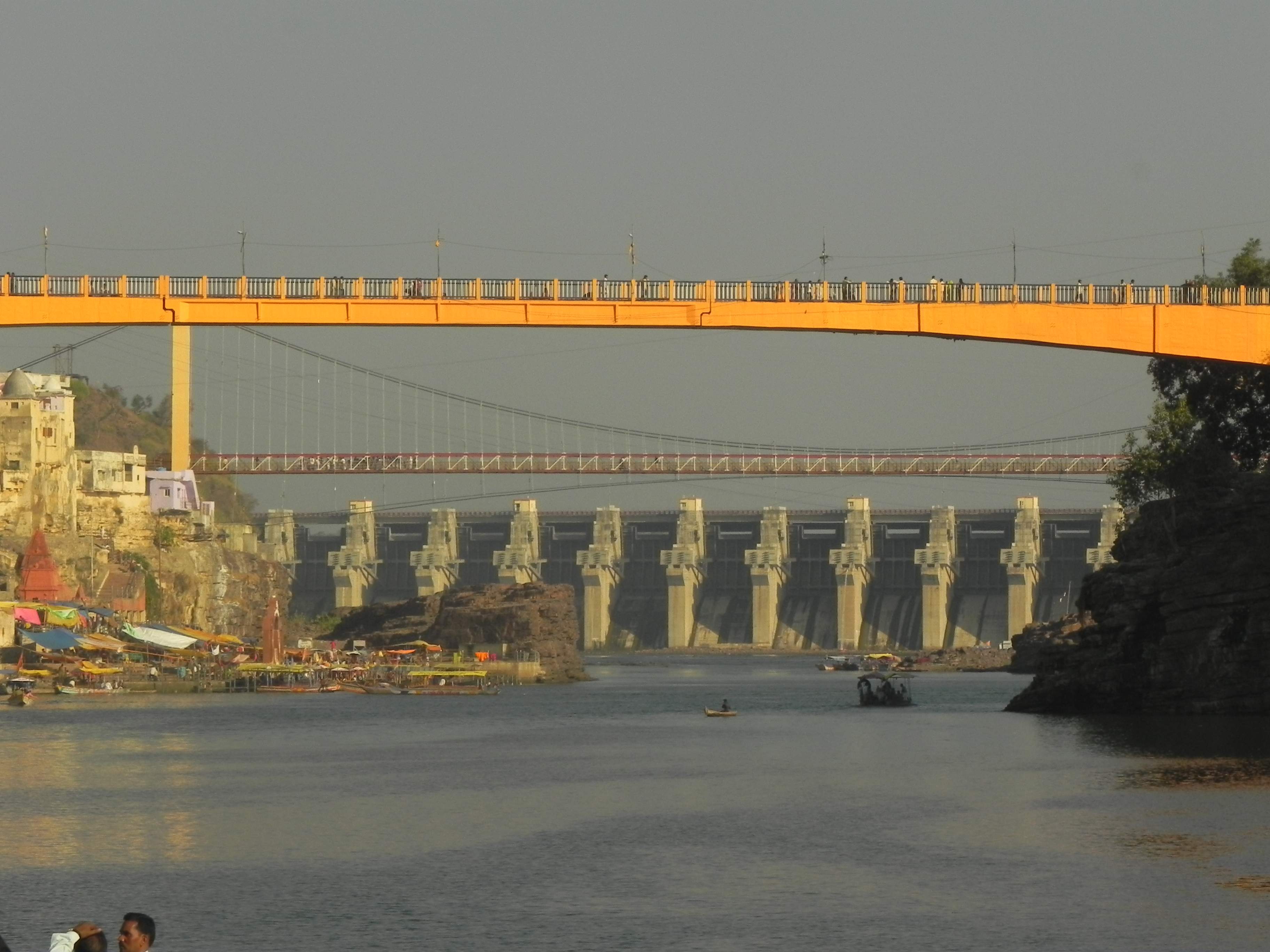
Гребля з боку нижнього б'єфу

В межах проекту річку перекрили бетонною гравітаційною греблею висотою 53 метри та довжиною 949 метрів, яка потребувала 900 тис. м3 матеріалу. Вона утримує водосховище з площею поверхні 93 км2 та об'ємом 987 млн м3 (корисний об'єм 299 млн м3), в якому припустиме коливання рівня поверхні в операційному режимі між позначками 193,5 та 196,6 метра НРМ.
Пригреблевий машинний зал обладнали вісьмома турбінами типу Френсіс потужністю по 65 МВт. При напорі у 31 метр вони забезпечують виробництво 1166 млн кВт-год електроенергії на рік.
Окрім виконання енергетичної функції гідрокомплекс забезпечує зрошення 283 тисяч гектарів земель.